# 抽象代数

魔方的所有可能的排列組合形成一個群，叫做魔方群。群是抽象代數中的一個重要概念。

抽象代数（英語：Abstract algebra）作为数学的一门学科，主要研究对象是代数结构，比如群、环、模、向量空间、格與代数。「抽象代數」（abstract algebra）一詞出現於20世紀初，作為與其他代數領域相區別之學科。
代數結構與其相關之同態，構成數學範疇。範疇論是用來分析與比較不同代數結構的強大形式工具。
泛代數是一門與抽象代數有關之學科，研究將各類代數視為整體所會有的性質與理論。例如，泛代數研究群的整體理論，而不會研究特定的群。

## 歷史
如同其他的數學領域一般，具體的問題與例子帶動了抽象代數的發展。19世紀末期，許多（也許是最多）數學問題都在某些程度上與代數方程理論有關。主要有：
- 解線性方程組的解，引領了線性代數的發展。
- 試圖找出高次一般多項式方程的公式解，因而發現了群可以作為對稱的抽象表示。
- 二次以上的丟番圖方程之算術研究，直接影響了環與理想等概念的形成。

許多抽象代數的教科書會從各類代數結構的公理化定義開始，然後逐步建立其性質。這會造成一個錯誤的印象，讓人以為先有代數公理，然後才以這些公理作為基礎，推動更進一步的研究，但歷史發展的順序幾乎正好相反。例如，19世紀時，超複數的誕生是因為在運動學與物理學上的需求，但當時要理解這個概念卻很困難。大多數被認為是代數一部分的理論一開始都是在不同數學分支裡的不同事實（fact），因為需要一個共同的架構作為這些結論的依據基礎，才漸漸地被統合在一套共同概念之上。此一逐漸統合的典型案例可見群論的歷史。

### 早期的群論
群論早期的發展有多個進程，以現代的語言可大致對應到「數論」、「方程理論」與「幾何學」。
李昂哈德·歐拉在他對費馬小定理的推廣中，想出數字模一整數的代數運算，即模運算。這些研究被卡爾·弗里德里希·高斯更進一步的推進，他考量了可交換群模 n 的剩餘之結構，並建立起許多循環群與更一般的阿貝爾群之性質。在高斯對二元二次型複合的研究中，他明確指出了複合的結合律，但如同歐拉一般，比起一般性的理論，他似乎對具體的結論更感興趣。1870年，利奧波德·克羅內克給出阿貝爾群在數體之理想類群的定義，擴展了高斯的成果。但他似乎沒有將他的定義與之前跟群有關之成果結合在一起，尤其是在置換群的部分。1882年，考慮著相同的問題，安里西·韋伯理解到其中的關連性，並給出類似的定義，不過雖然包含消去律，但卻忽略了反元素的存在。
約瑟夫·拉格朗日曾研究過置換。他在1770年的論文《思考方程的代數解》（Reflexions sur la resolution algebrique des equations）之中引入拉格朗日預解式，用來求多项式方程的解。拉格朗日的目的在於瞭解如何三次及四次的方程允許公式解，且他將根的置換視為關鍵物件。拉格朗日在其論文中的重要一步為對根的抽象觀點，即將根視為符號，而非數字。然而，他沒有考慮到置換的複合。意外的是，愛德華·華林的《代數思想》（Meditationes Algebraicae）於同一年被翻譯成義大利文。華林證明出對稱函數的主要定理，並特別地考慮到四次方程的根與其立方預解式之間的關係。亞歷山卓·范德蒙於1771年所著的《方程式求解備忘錄》（Memoire sur la resolution des equations）中以稍微不同的角度發展對稱函數的理論，但如同拉格朗日一般，其目的都是為了瞭解多项式方程的可解性。
克羅內克於1888年表示，現代代數的研究始於范德蒙的第一篇論文。柯西明確地表示，范德蒙有著優於拉格朗日的非凡想法，這最終導致了群論的研究。
保羅·魯菲尼是第一個發展置換群理論的數學家，如同他的前輩一般，也是為了多项式方程的求解。他的目標是確定一個大於4次的一元多项式方程不可能擁有代數解。在達成此一目標的途中，他引入了群內元素的階、共軛、置換群裡的輪換分解等概念，以及其他基本與非基本的概念，並證明與這些概念有關的一些重要定理，如
若 G 是 S5（其階可被 5 整除）的子群，則 G 包括一個 5 階的元素。
但須注意，魯菲尼並沒有形式化群的概念，甚至也沒有形式化置換群的概念。下一階段的工作由埃瓦里斯特·伽羅瓦於1832年寫出，但直到1846年才被公布。當時他第一次考量到的是現在被稱為置換群的「封閉性」這個概念，他的敘述為
……若在一個擁有置換 S 與 T 的群裡，則該群也會擁有置換 ST。
置換群的理論到了奧古斯丁·路易·柯西與卡米爾·若爾當手上，得到了進一步的長遠發展，兩個人都引入了新的概念，並得到大量有關特別類型之置換群的結論，甚至有得到一些一般性的定理。其中，若爾當定義出同構的概念，雖然能在置換群的背景下。此外，也是他讓「群」這個詞得到了廣泛的運用。
群的抽象概念直到1854年才在阿瑟·凱萊的論文中首次出現。凱萊理解到群不必然要是置換群（甚至不需要是「有限」的），且可改由矩陣組成。矩陣的代數性質，如乘法及反元素，凱萊在接下來的幾年間有系統地作出了一些研究。很久之後，凱來重新審視抽象群是否更一般於置換群這個問題，並確立，實際上，任一群均會同構於一個置換群。

### 近世代數
19世紀末20世紀初，在數學方法上有了巨大的轉變。抽象代數於20世紀初開始出現，被稱為「近世代數」。對抽象代數的研究受到數學上對嚴謹的更多要求所趨動。一開始，整個數學（及大部分的自然科學）所依靠的古典代數之假設，改採公理系統之形式。不再滿足於研究具體物件之性質，數學家開始將其注意力轉至一般理論。某些代數結構的形式定義開始於19世紀出現。例如，各類置換群的結論可被視為「抽象群」的一般概念有關之一般性定理的特例。對不同數學物件之結構與分類等問題，開始成為了研究焦點。
這些過程發生在所有的數學領域內，但在代數裡尤其顯著。以基本運算及公理寫成的形式定義開始加諸於許多基本代數結構之上，如群、環與等。因此，群論與環論開始在純數學裡占有一席之地。在代數的研究上，恩斯特·斯坦尼茲研究過一般的體、大衛·希爾伯特、埃米爾·阿廷與埃米·諾特研究過可交換群與一般的環，恩斯特·庫默爾、利奧波德·克羅內克與理察·戴德金研究過可交換環的理想，以及費迪南德·格奧爾格·弗羅貝尼烏斯與伊賽·舒爾研究過群的表示理論。上述研究定義出了抽象代數的範範。這些在19世紀末20世紀初的發展於巴特爾·範·德·瓦爾登所著，於1930年至1931年出版的兩卷專著《現代代數》（Moderne algebra）中有系統中呈現出，在數學世界裡，「代數」這個詞的意義是如何由「方程理論」換變成「代數結構理論」的。

## 基本概念
介由抽象化不同程度的細節，數學家已創造出適用於不同物件的各種代數結構之理論。例如，幾乎所有被研究的系統都是一種集合，適用集合論的定理。定義於這些集合上的某些二元運算會形成原群，使得原群的概念也適用之。在代數結構上可再附加上更多額外的限制，如結合律（以形成半群）；單位元與逆元素（以形成群）；以及其他更複雜的結構等。具有越多額外的結構能夠證明出越多定理來，但卻會減少一般性。代數物件（依據一般性）的「階層」能形成相對應之理論的階層：例如，群論裡的定理亦可適用於環（具有滿足特定公理之兩個二元運算的代數物件），因為環也是群的一種。數學家會在一般性的程度與理論的豐富性間尋求出一個平衡。
具有一個二元運算的代數結構之例子如下：
- 原群
- 擬群
- 么半群
- 半群
- 群

更複雜的例子如下：
- 環
- 模
- 向量空間
- 代数
- 結合代數
- 李代數
- 格
- 布爾代數

## 應用
因為其一般性，抽象代數運用於許多數學與科學領域之中。例如，代數拓撲即使用代數物件來研究拓撲學。最近（2006年）被證明出之龐加萊猜想表示，一個流形的基本群（握有連通性的資訊）可用來確認一個流形是否為一球面。代數數論研究各種廣義化整數集合之數環。使用代數數論裡的工具，安德魯·懷爾斯證明出費馬最後定理。
在物理學裡，群用來表示對稱運算，且使用群論可以算化許多微分方程。在規範理論裡，要求局部對稱可用來減少描述系統所須之方程。描述這些對稱的群稱為李群，而對李群與李代數之研究亦揭示出許多物理系統內的知識；例如，在一理論中載力粒子（force carriers）的數量會等於李代數的維度，且當李代數是不可交換時，玻色子才是與其傳遞的力作用。

## 另見
- 抽象代數主題列表
- 編碼理論
- 數學著作列表#抽象代數

## 外部連結
- John Beachy. .   [2015-09-10]. （原始内容存档于2020-12-28）. 定義與定理的詳盡列表
- Edwin Connell. .   [2015-09-10]. （原始内容存档于2014-03-27）. 免費線上教科書
- Judson, Thomas W., , 1997  [2021-10-05], （原始内容存档于2013-07-04） 大學初等教科書，包括群、環、整環、體與伽羅瓦理論等概念。可自由下載 PDF 檔，以開放原始碼 GFDL 授權。
- Sethuraman, B.A.., , 2015  [2015-09-10], （原始内容存档于2020-01-18） 簡單介紹環、體、向量空間與群等概念，並著重於舉例。可自由下載 PDF檔，以開放原始碼 GFDL 授權。包含許多短片教學。
- Zeidler, A. Bernhard,  (PDF), 2014, （原始内容 (PDF)存档于2015-05-09） 有關代數與可交換代數的線上書籍。警告：仍在建構中！可自由下載 PDF 檔，以開放出版物授權條款授權。